# 青山灣海濱長廊

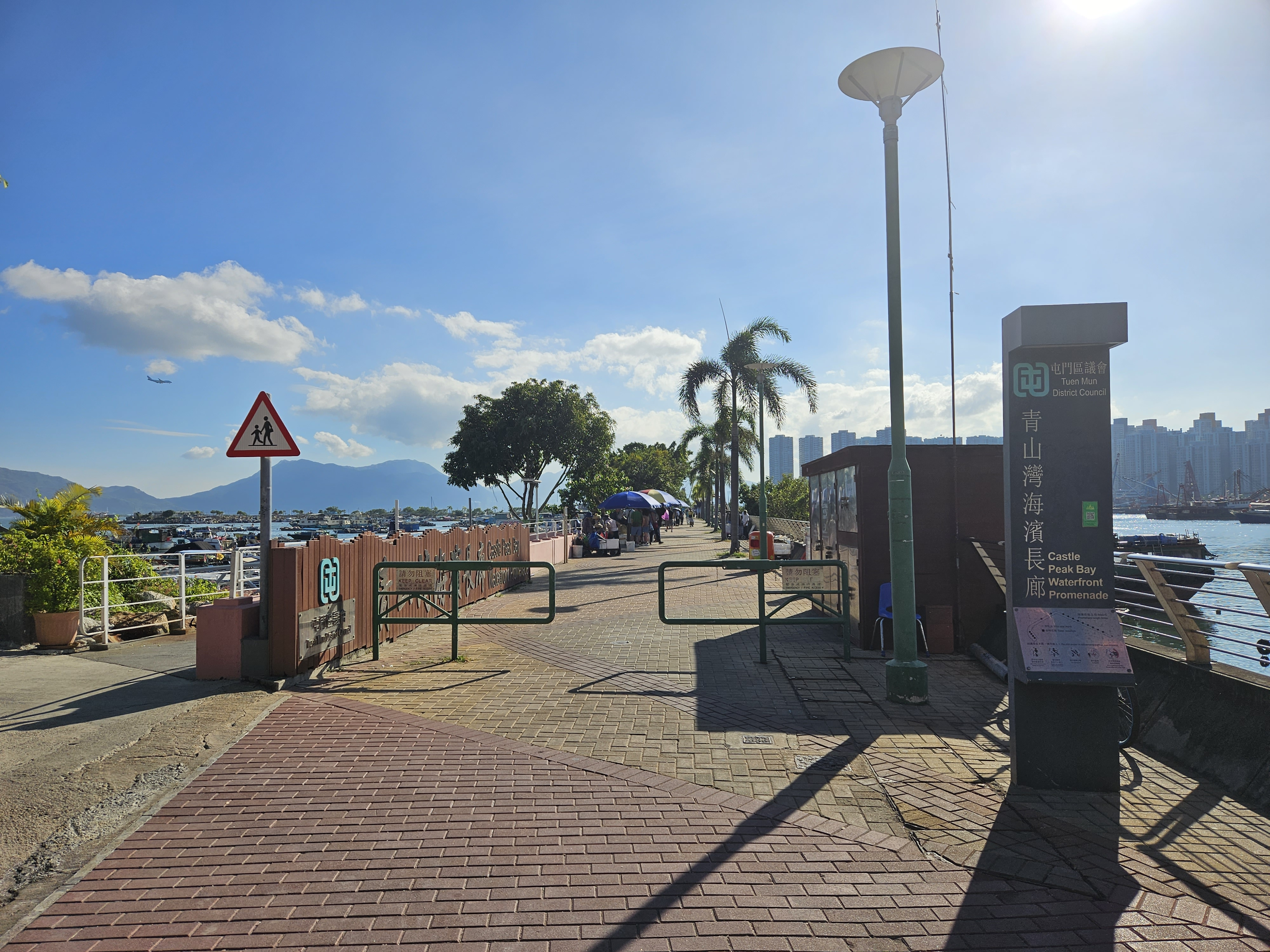
青山灣海濱長廊入口

青山灣海濱長廊位於香港新界屯門青山公路－青山灣段毗鄰青山灣泳灘，由民政事務總署及屯門區議會撥款統籌興建，於2015年落成，海濱長廊是建於屯門避風塘與青山灣泳灘之間海岸防波堤上，因而既是海上防波堤亦是陸上海濱長廊，入口設於青山公路－青山灣段三聖街入直達海濱長廊。

## 特色
海濱長廊建在屯門避風塘與青山灣泳灘之間的防波堤上，北為屯門避風塘南為青山灣泳灘，因而既是海上防波堤亦是陸上海濱長廊之建築物，其建築特色在香港甚至世界各地也極為特別和罕見，長廊之總面積約八千平方多米而總長度為八百多米，可360度全海景飽覽避風塘與青山灣海岸景致，亦能望青山灣西南方對岸大嶼山至赤臘角香港國際機場及港珠澳大橋人工島方向之遠景，長廊對岸因向西南方所以在黃昏時分可觀賞日落金黃景致，襯托長廊內的地面鋪設上深淺間紅色地磚砌花，構成了一幅香港新景緻圖案。

## 興建設施

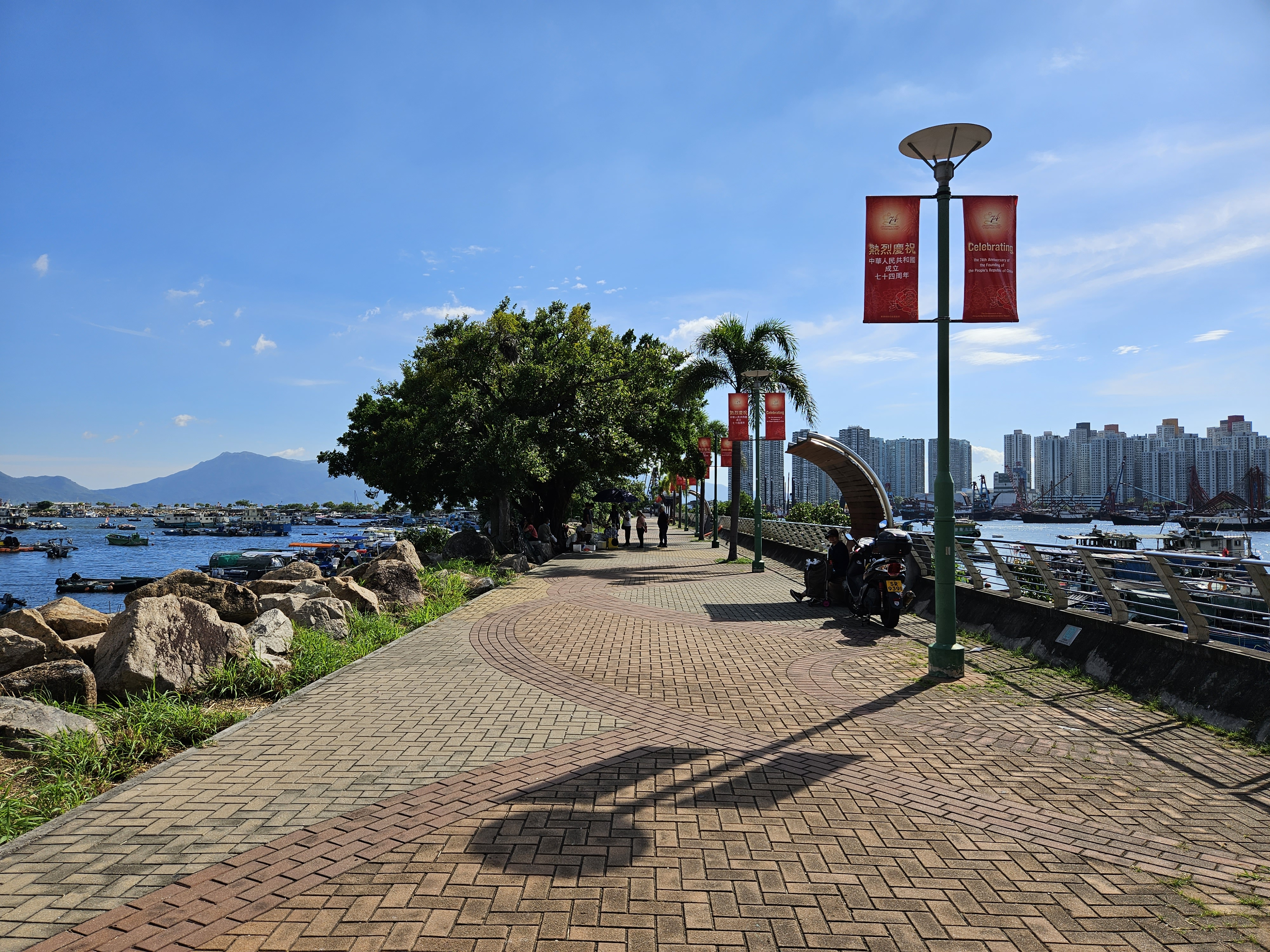
完成重鋪後的海濱長廊

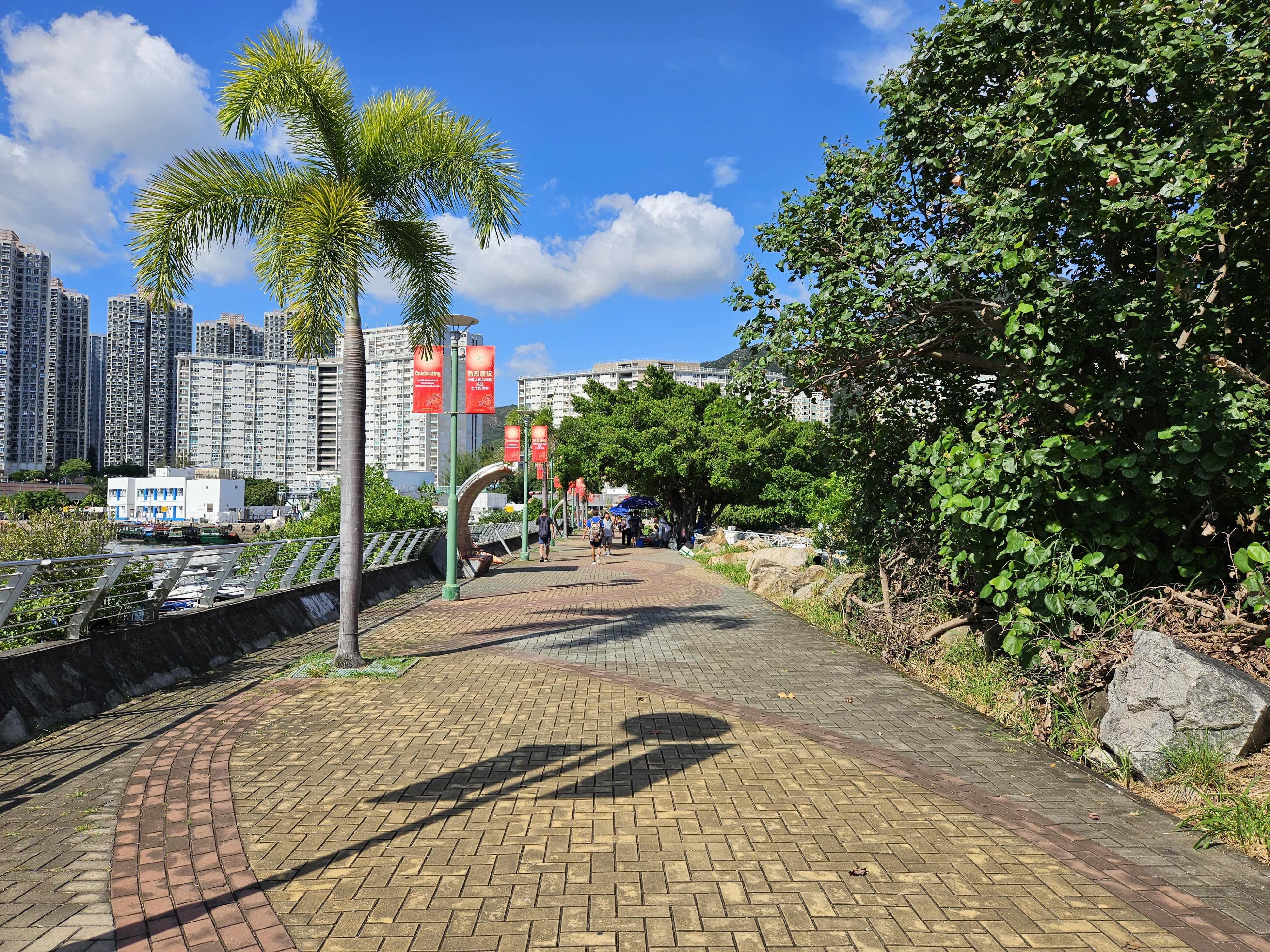
完成重鋪後的海濱長廊

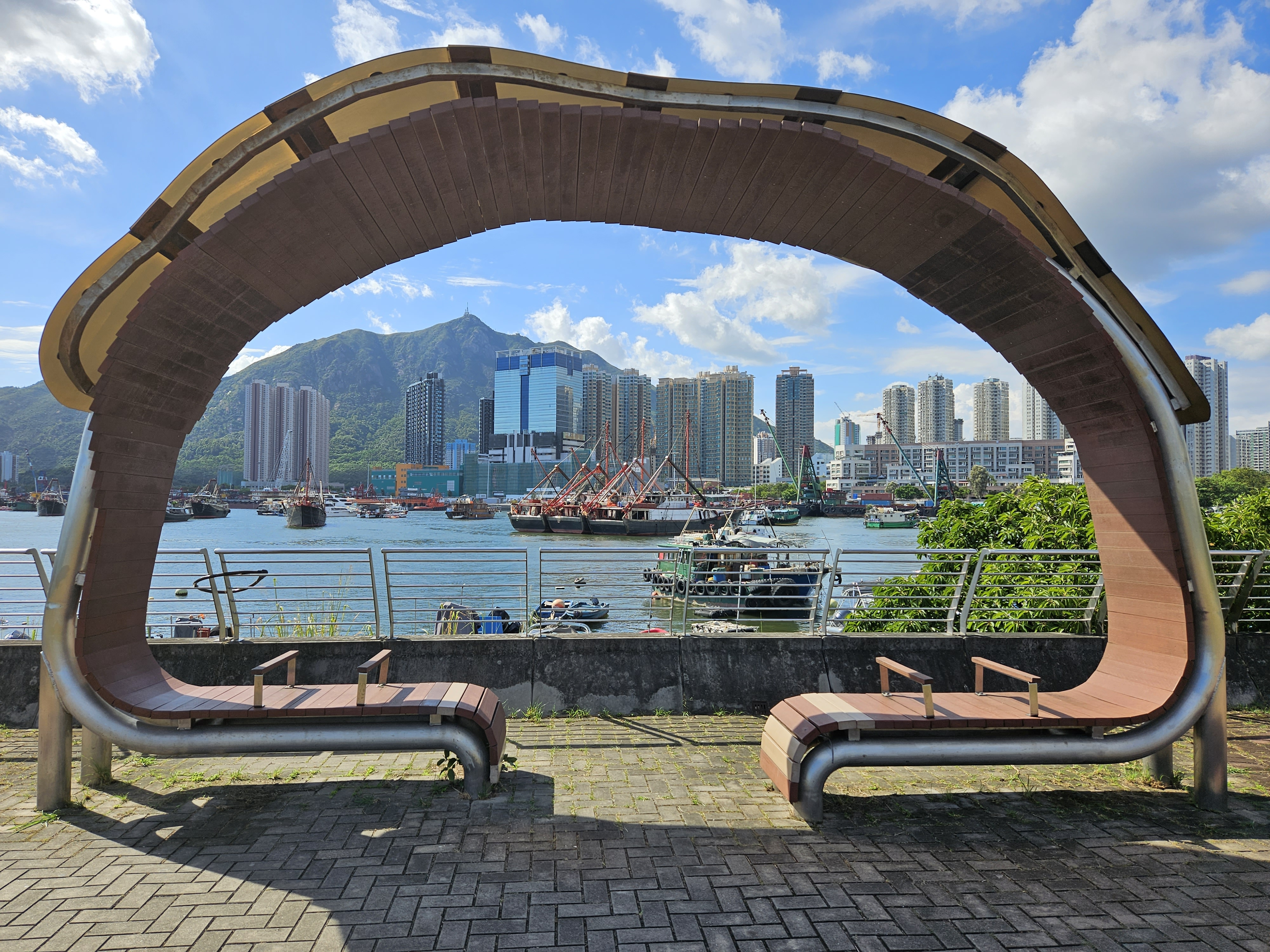
有蓋遮蔭處歇息椅

防波堤原為政府用地及作防波用途因而不向遊人對外開放，所以防波堤上的用地閒置多年，雜草叢生從疑影響環境，引起社區關注。
項目包括重鋪路面、加設欄杆、增添救生圈、花槽圍欄綠化帶、照明路燈、指示及簡介牌、露天長椅、有蓋遮蔭處歇息椅、飲水機、垃圾收集箱及洗手間設施等

## 鄰近
- 屯門避風塘
- 恒福花園
- 三聖邨
- 三聖街
- 青山灣海鮮坊
- 海事處屯門海事分處
- 青山灣泳灘